# 仙酔島
仙酔島（せんすいじま）は、広島県福山市の鞆の浦に浮かぶ島。1934年（昭和9年）に全国で最初に指定された国立公園である瀬戸内海国立公園内にある周囲約6kmの島である。国名勝「鞆公園」の一部に含まれている。観光関係者ら通勤する者がいる無定住島だが、無人島に分類されている。別名、亀の島。

## 地理
古代より潮待ちの港として栄えた鞆の浦において、隣接の弁天島と共に象徴的な存在の島で、外周約5キロほどの無人島であるが、島内にはキャンプ施設などがあり、福山市営渡船で行くことが出来る。
約9000万年前の大規模な火山活動により主に溶結凝灰岩で形成されたもので地質的に非常に希少なものとなっている。
対岸の福禅寺対潮楼は、江戸時代を通じて朝鮮通信使のための迎賓館として使用された。1711年に対潮楼を訪れた従事官の李邦彦は、客殿から見た仙酔島や弁天島の景色にいたく感動し、「日東第一形勝（朝鮮より東で一番美しい景勝地の意）」と賞賛した。元々、仙酔島という名前も“仙人も酔ってしまうほど美しい島”という意味である。またこの島には、日本で唯一ここにしかない五色岩がある。
南側の海岸沿いに田ノ浦海岸から島の東側、彦浦海岸へ行く為の遊歩道が、2004年の台風により崩壊して大部分が通行止めとなった為、山越えしなければならなかったが、2010年春に補修工事が完了している。

## 特色
- 明治天皇、大正天皇、昭和天皇、明仁上皇、今上天皇など、明治時代以後の天皇・皇后・皇族らが好んで何度も訪問している。
- 1934年に全国で最初に指定された国立公園である瀬戸内海国立公園内にある。また1939年には郵便切手のデザインとなった。
- 島の主要な山である弥山山頂近辺の遊歩道からは、瀬戸内海の島嶼美はもとより、遠く中国地方最高峰の伯耆大山も稀に見渡せる。
- 江戸時代以前には宮島の鳥居のように海上に浮かぶ紅い鳥居があったとも言われる。
- 「山紫水明」という語の由来には諸説があるが、江戸時代の学者頼山陽が、文化11年（1814年）に鞆の浦にあった仙酔島を望む建物を「対仙酔楼」と名付け、『対仙酔楼記』にここは「山紫水明の処」であると書き記したこと[3]に由来するという説がある。

## 生活
電気に関しては電柱架空方式による供給がある。ガスに関しては都市ガスはなくプロパンガス等が使用されている
宿泊施設等への上水道の供給は鞆の浦から海底配水管で行われている。

## 島内の施設
- 仙酔島キャンプ場
- 仙酔島海水浴場（田ノ浦海岸）
- 遊歩道
- 人生感が変わる宿ここから
- 美人風呂（海水イオン蒸気風呂）
- 鞆テレビ中継局（NHK広島放送局と在広民放、地上アナログテレビジョン放送・地上デジタルテレビジョン放送の中継局）

なお、国民宿舎仙酔島があったが2021年（令和3年）春に閉館している。2025年（令和7年）1月16日、福山市は国民宿舎仙酔島の跡地活用事業で星野リゾートを事業者に選定し、同日に福山市、広島県、星野リゾートの3者で基本協定を締結した。星野リゾートの広島県への進出は初めてで、早ければ2029年に開業となる予定である。

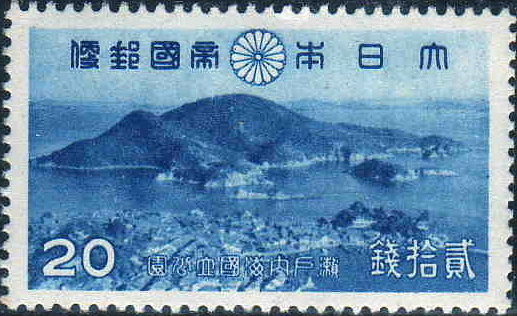
仙酔島を描いた郵便切手
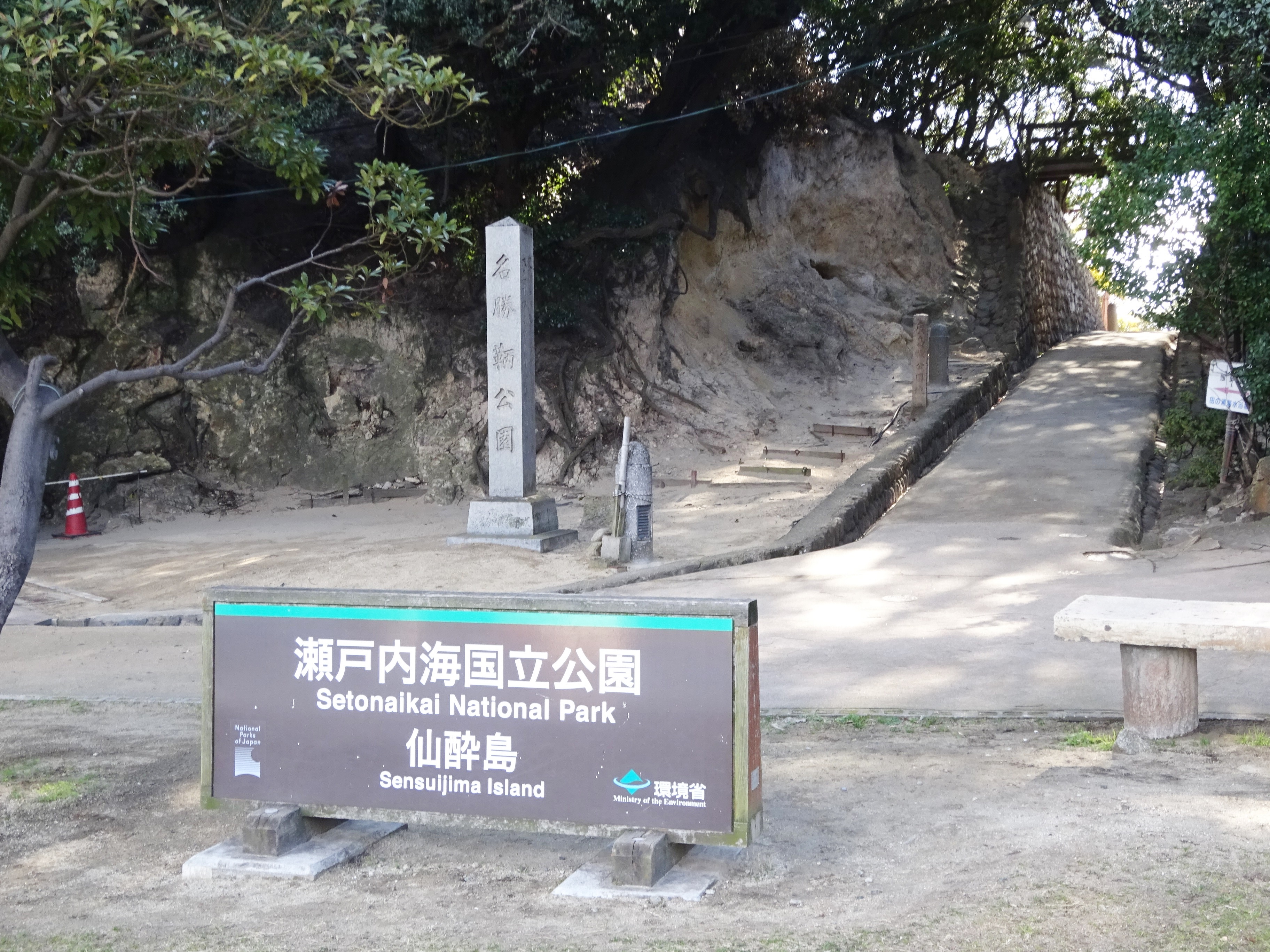
瀬戸内海国立公園の碑（仙酔島）
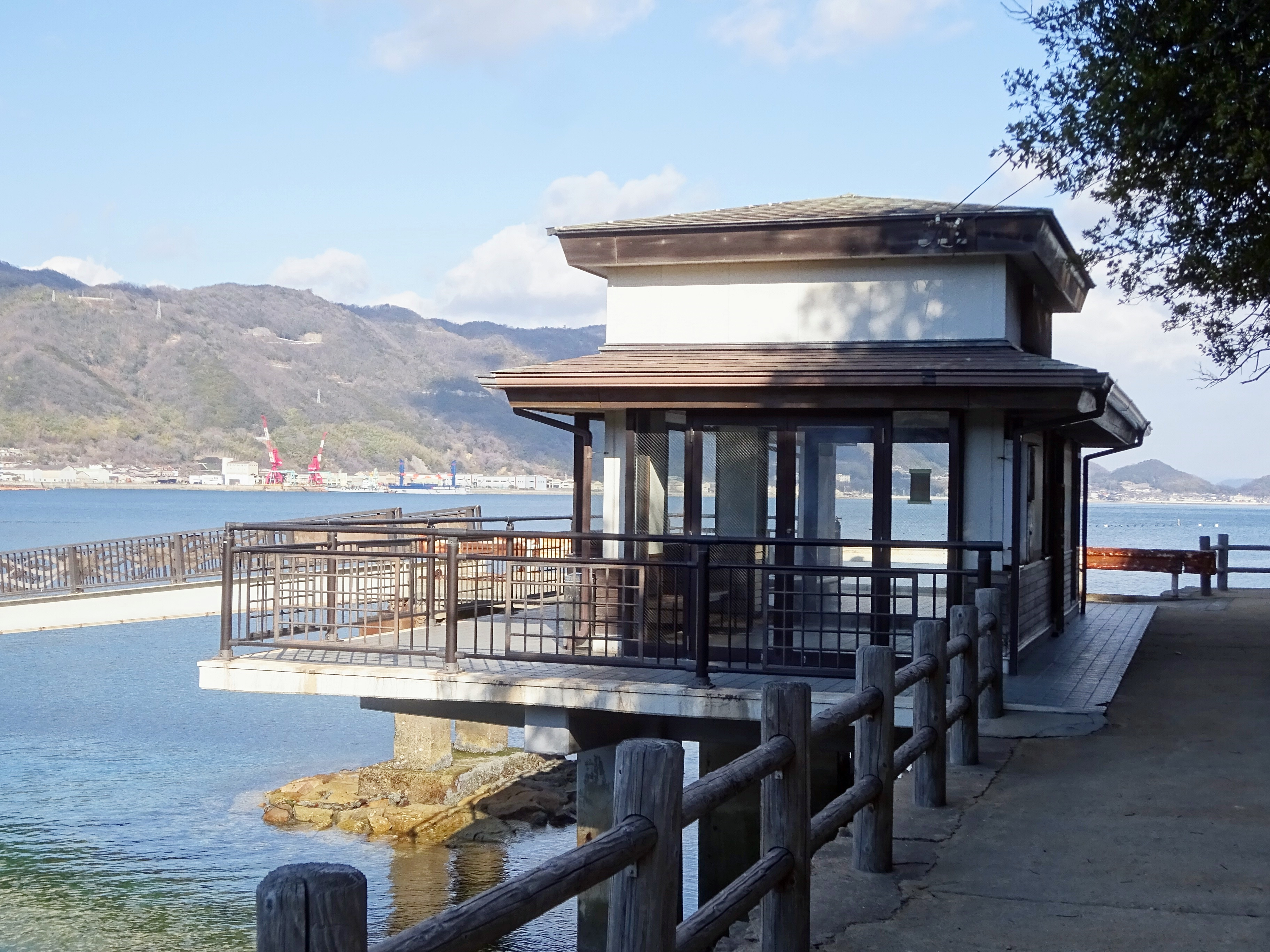
福山市営渡船待合所（仙酔島）
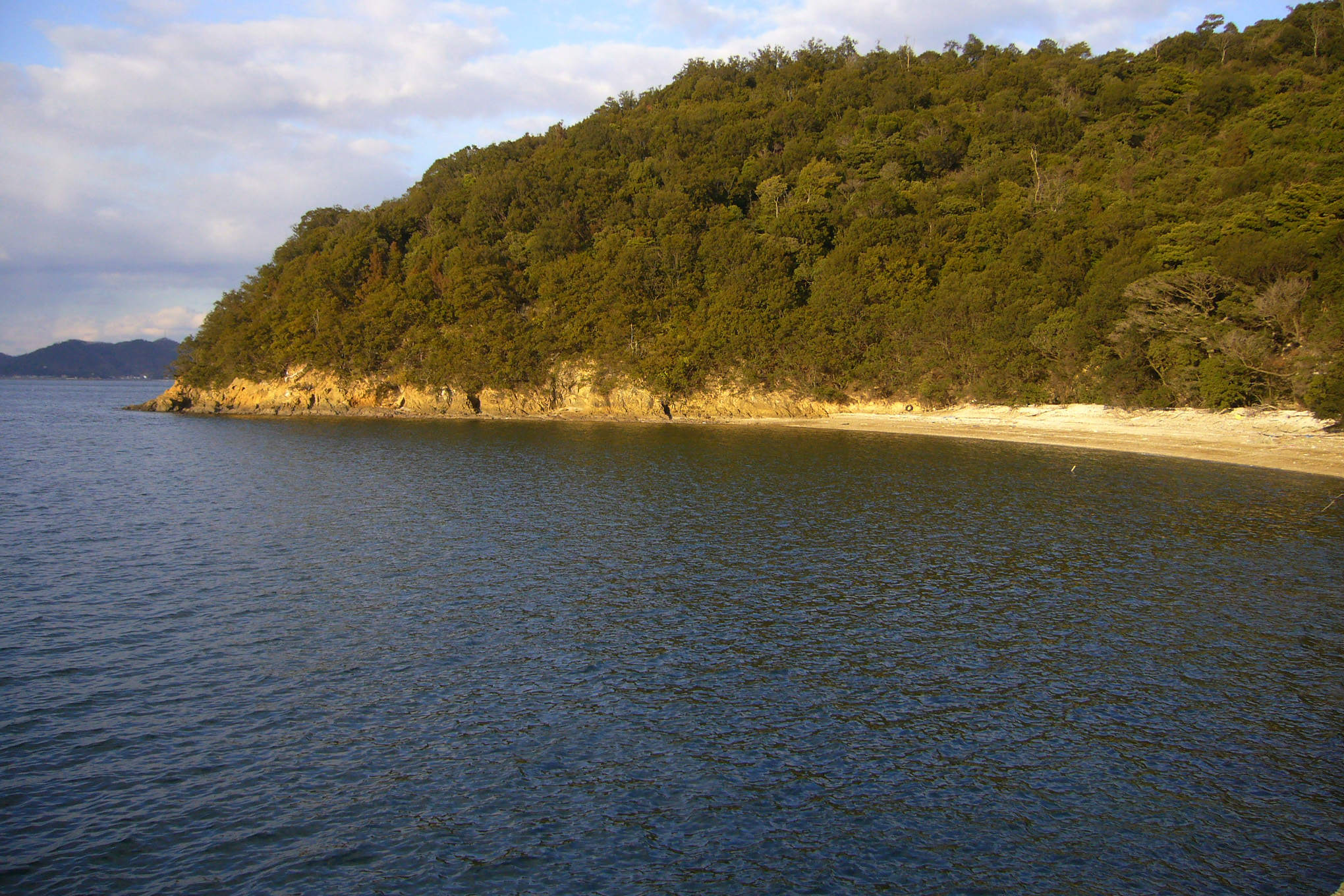
近景。海岸沿いが切り立つ崖であることが判る
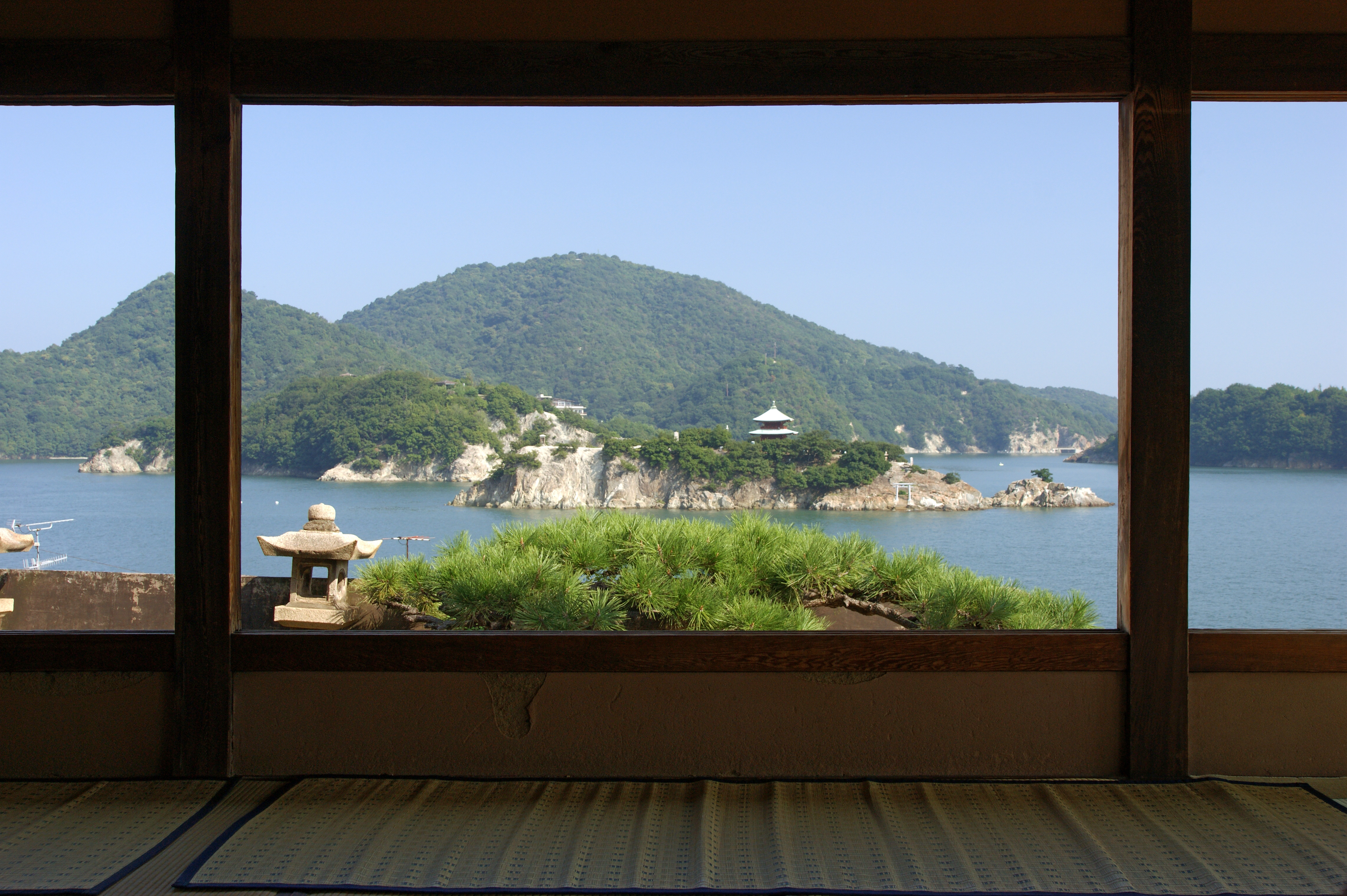
福禅寺対潮楼から望む弁天島、仙酔島
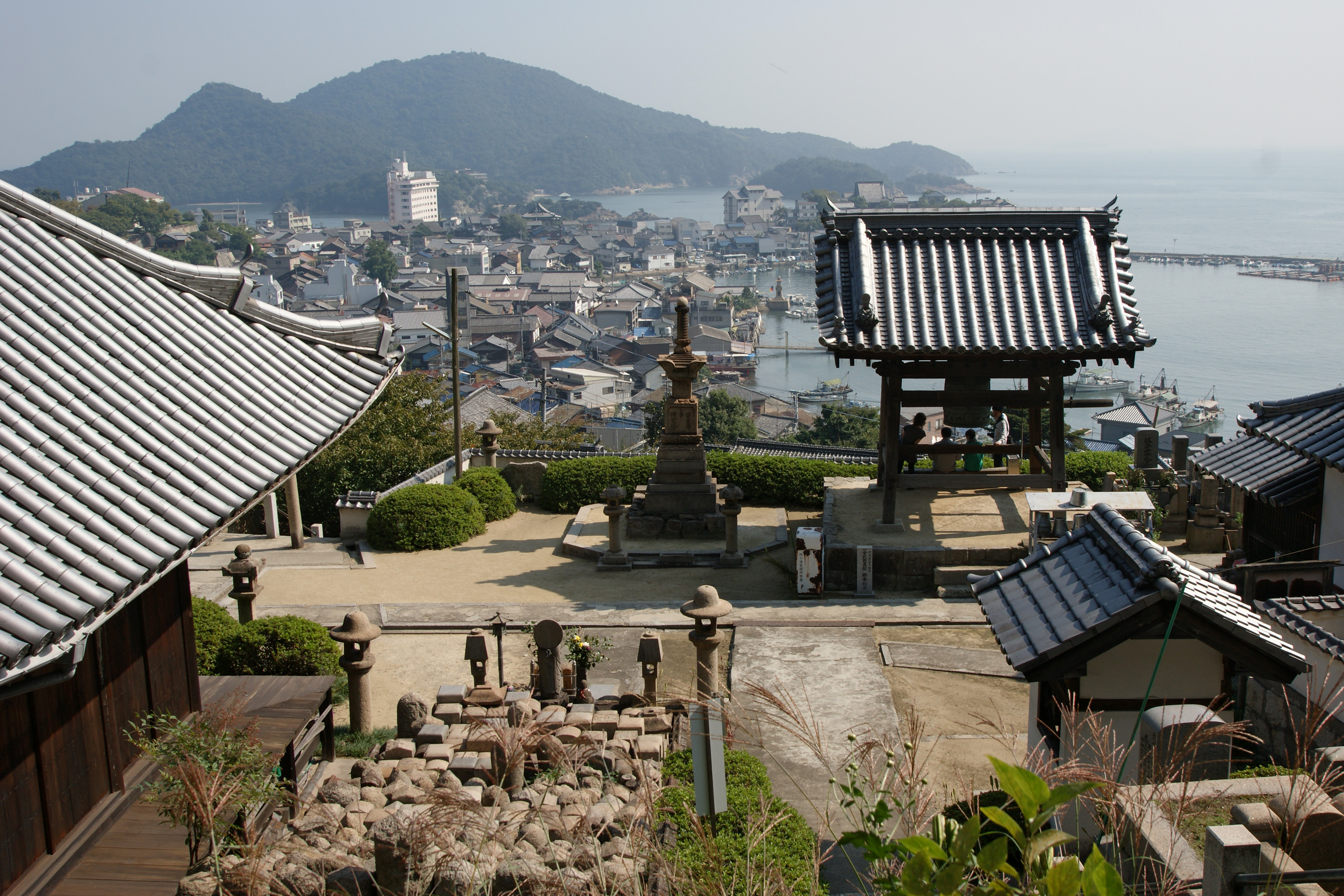
医王寺から望む
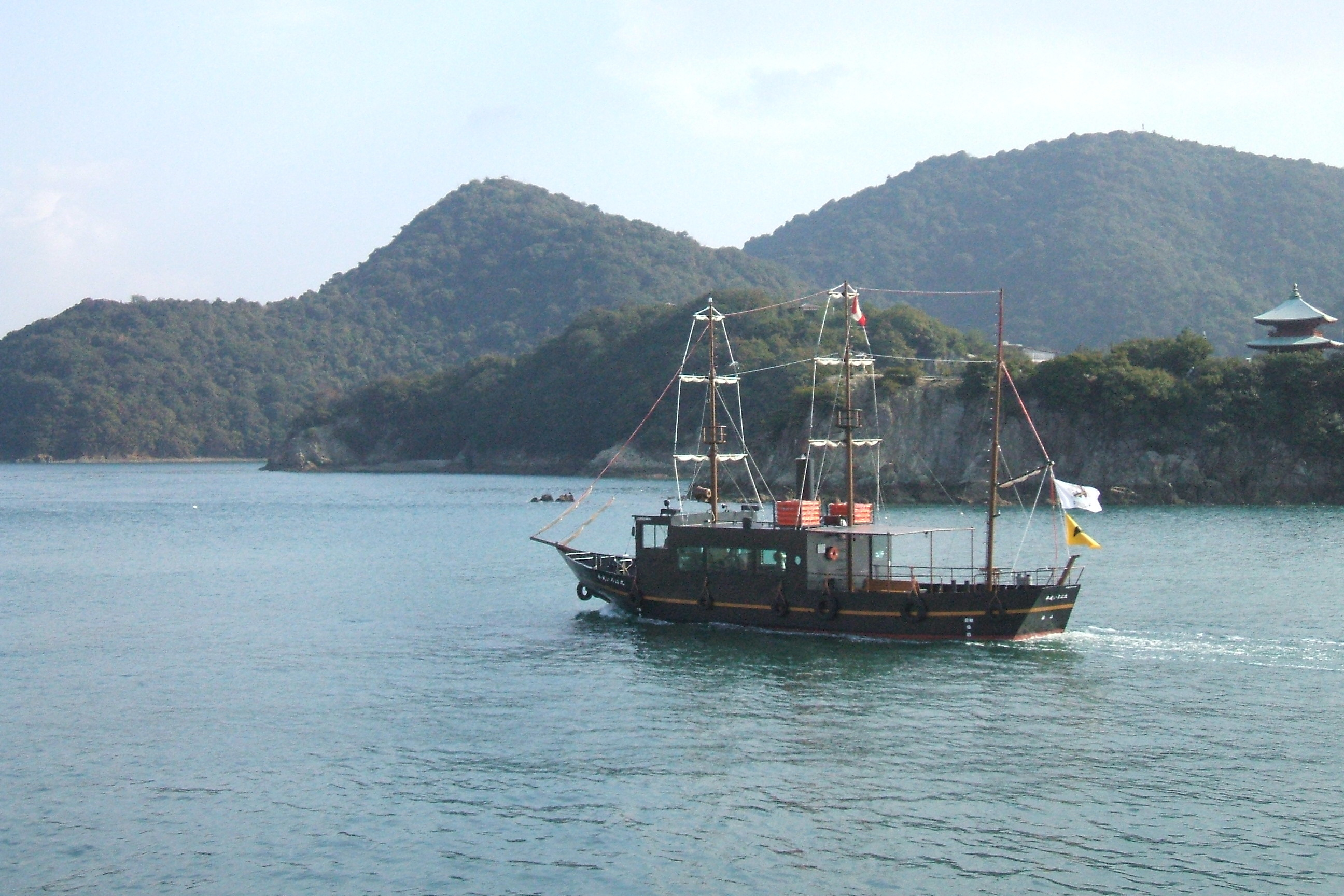
鞆と仙酔島とを結ぶ「平成いろは丸」（2010年就航）背後が仙酔島
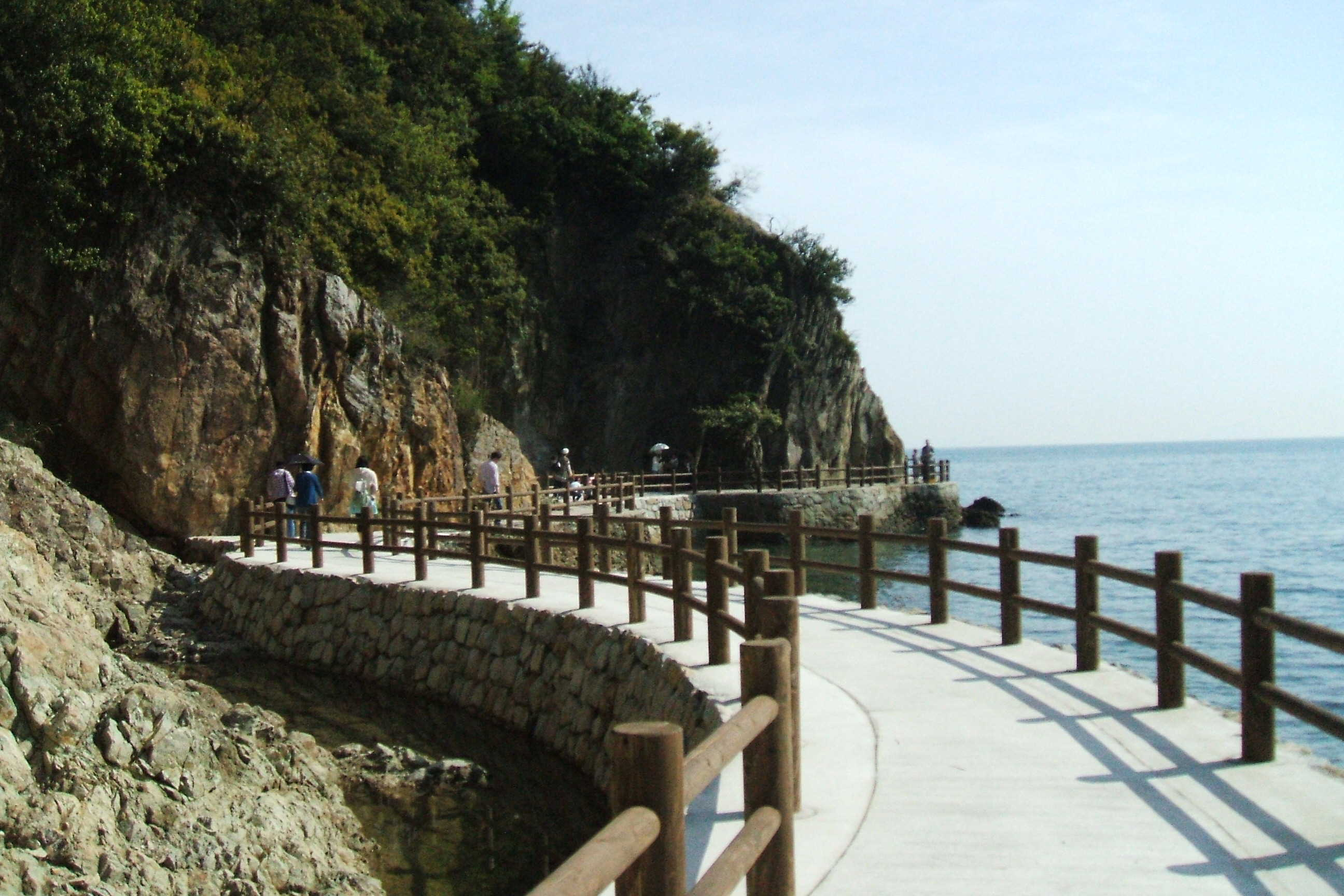
仙酔島の南海岸にある遊歩道
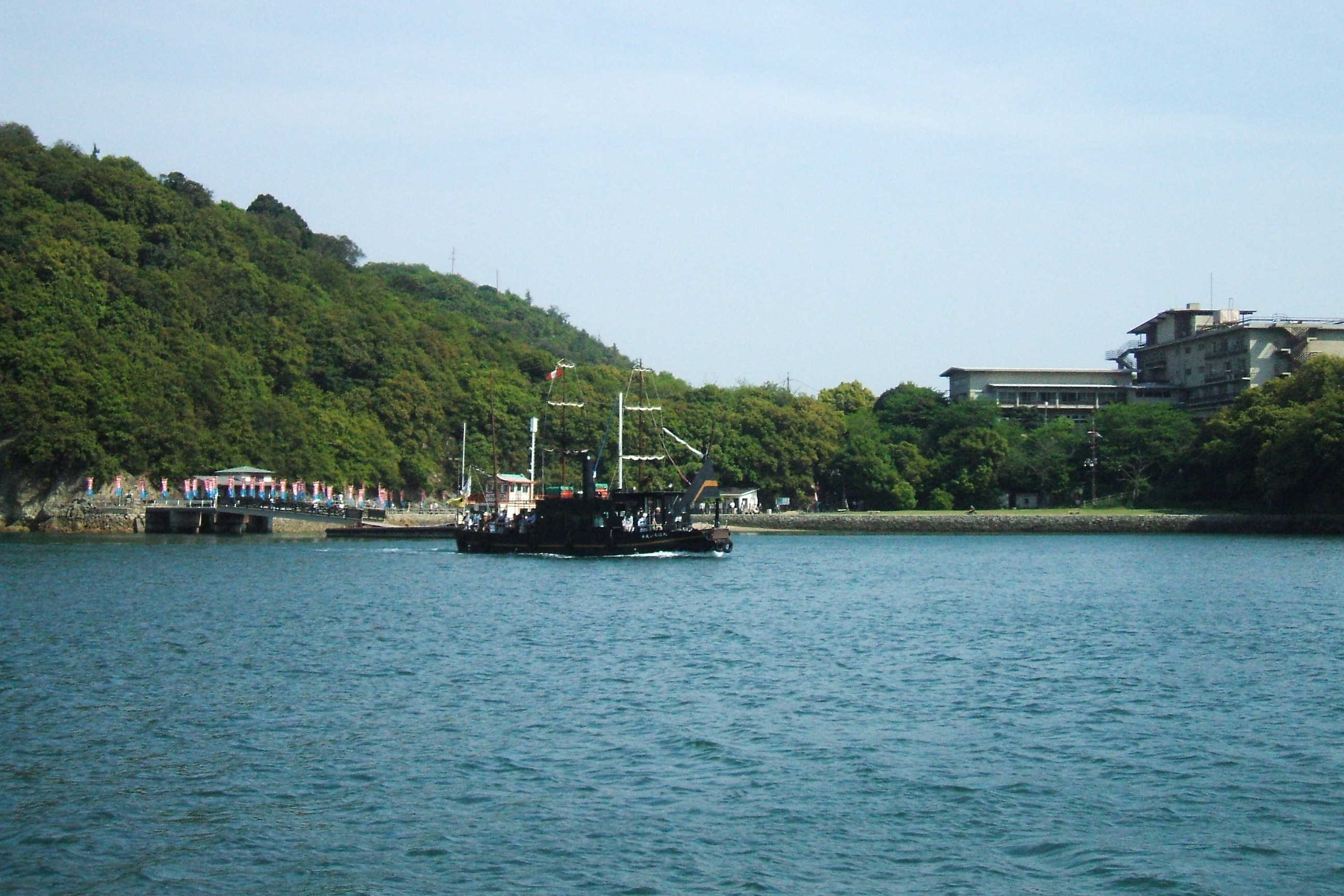
仙酔島の船着場と、旅館「人生感が変わる宿ここから」（右側）
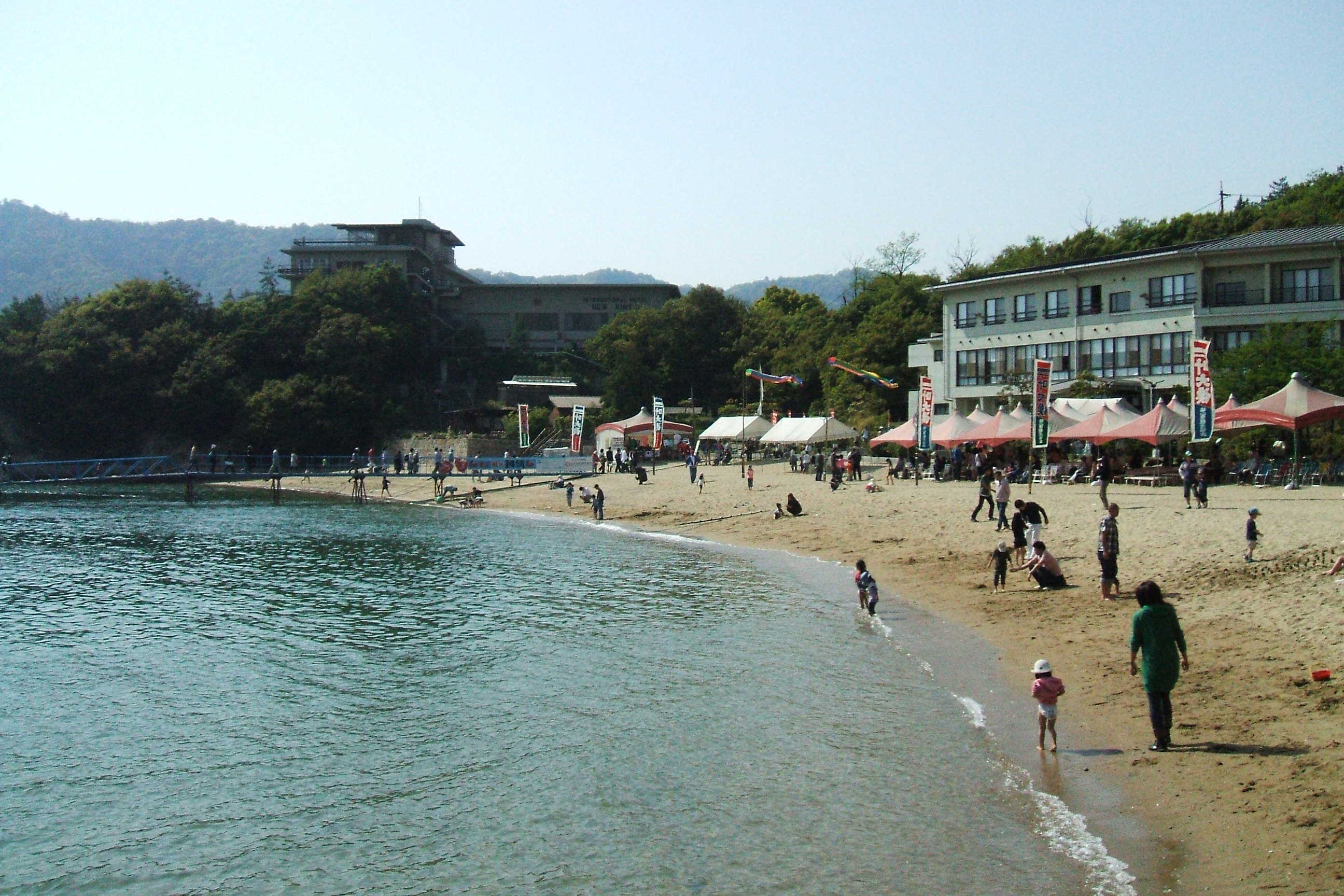
国民宿舎に面した仙酔島の海水浴場

## 交通
福山市営渡船により、鞆町鞆（鞆の浦）から仙酔島に至る航路が開設されている。所要時間5分。